# کارول اولژوسکی
کارول استانیسلاو اولژوسکی (آلمانی: Karol Stanisław Olszewski؛ زاده ۲۹ ژانویهٔ ۱۸۴۶ درگذشته ۲۴ مارس ۱۹۱۵) یک فیزیک‌دان، و شیمی‌دان اهل لهستان بود.